# 1998年の文学
1998年の文学（1998ねんのぶんがく）は、1998年（平成10年）の文学についてまとめた記事である。

## できごと
- 1月13日 - 第1回司馬遼太郎賞（1997年度）が発表される。受賞者は立花隆。
- 1月16日 - 第118回芥川龍之介賞・直木三十五賞（1997年下半期）の選考委員会開催。両賞とも該当作品なしという結果に終わった。
- 3月24日 - この日までに、福島次郎の実名小説『三島由紀夫――剣と寒紅』をめぐり、三島の著作権継承者の冨田紀子と平岡威一郎が同著の書簡無断転載を著作権侵害として東京地裁に申請[1]。
- 3月30日 - 東京地裁が文藝春秋社と福島次郎に対し、同書の出版差し止めと回収を命じる判決を下す[2]。
- 10月16日 - 乙武洋匡の『五体不満足』（講談社）が発売される[3]。同書はトーハン発表の「1999年年間ベストセラー」総合1位を記録した[4]。
- 10月21日 - 三島由紀夫が東文彦に出した書簡28通が東家に保存されていたことが判明し、東京新聞で報じられる（全文は雑誌『新潮』12月号に掲載）[5]。

## 賞

### 芥川賞・直木賞
第118回（1997年下半期）
- 芥川賞 - 該当作なし
- 直木賞 - 該当作なし

第119回（1998年上半期）
- 芥川賞 - 藤沢周『ブエノスアイレス午前零時』、花村萬月『ゲルマニウムの夜』
- 直木賞 - 車谷長吉『赤目四十八瀧心中未遂』

### その他の賞
- 谷崎潤一郎賞（第34回） - 津島佑子『火の山―山猿記』
- 泉鏡花文学賞（第26回） - 田辺聖子『道頓堀の雨に別れて以来なり──川柳作家・岸本水府とその時代』

## 1998年の本

### 小説
- 小川洋子 『凍りついた香り』（幻冬舎）
- 小池真理子 『律子慕情』（集英社）
- 重松清 『定年ゴジラ』（講談社）
- 高杉良 『勇気凛々』（角川書店）
- 津島佑子 『火の山―山猿記』（講談社）
- 夏石鈴子 『バイブを買いに』（リトルモア）
- 服部まゆみ 『この闇と光』（角川書店）
- 福島次郎 『三島由紀夫――剣と寒紅』（文藝春秋）
- 藤野千夜 『おしゃべり怪談』（講談社）
- 宮部みゆき 『理由』（朝日新聞社）
- 梁石日 『血と骨』（幻冬舎）

### その他
- 乙武洋匡 『五体不満足』（講談社）
- 鶴見俊輔 『隣人記』（晶文社）
- 半藤一利 『ノモンハンの夏』（文藝春秋）
- 松浦理英子 『おぼれる人生相談』（角川書店）
- 丸山真男、加藤周一 『翻訳と日本の近代』（岩波新書）
- 三島由紀夫 『三島由紀夫未発表書簡 ドナルド・キーン氏宛の97通』（中央公論社）
- 村上春樹 『約束された場所で』（文藝春秋）
- 村上春樹、安西水丸 『夢のサーフシティー』（朝日新聞社）
- 米原万里 『ロシアは今日も荒れ模様』（日本経済新聞社）
- 渡辺京二 『逝きし世の面影』（葦書房）

## 死去
- 1月28日 - 石ノ森章太郎、宮城県出身の漫画家。60歳没。
- 2月4日 – 清水文雄、日本の国文学者。94歳没。
- 2月8日 - ハルドル・ラクスネス、アイスランドの作家。95歳没。
- 3月13日 - 加太こうじ、日本の評論家・紙芝居作家。80歳没。
- 3月20日 - 須賀敦子、日本の随筆家・イタリア文学者。69歳没。
- 3月31日 - 小野寺百合子、東京都出身の翻訳家。91歳没。
- 4月19日 - オクタビオ・パス、メキシコの詩人・批評家。84歳没。
- 4月21日 - ジャン＝フランソワ・リオタール、フランスの哲学者。73歳没。
- 8月26日 - 田村隆一、日本の詩人・翻訳家。75歳没。
- 10月12日 - 佐多稲子、長崎県出身の小説家。婦人民主クラブの創立者の一人。94歳没。
- 10月22日 - エリック・アンブラー、イギリスの小説家。89歳没。